# Nic.at
Die nic.at GmbH mit Sitz in Salzburg ist die zentrale Registrierungsstelle für Domains unterhalb der Top-Level-Domain .at. AT ist der Ländercode für Österreich nach ISO 3166. Die nic.at steht zu 100 % im Eigentum der Internet Stiftung und beschäftigt etwa 30 Mitarbeiter. Seit 1988 werden Domains für .at registriert, damals lag die Zuständigkeit noch an der Universität Wien.
Zu den Aufgaben der nic.at gehören:
- Bereitstellung verschiedener Informationen, insbesondere zu rechtlichen Fragen bei der Domainregistrierung und -verwaltung, beispielsweise WHOIS-Abfragen
- österreichweite zentrale Registrierung und Verwaltung von Domains mit den Endungen .at, .co.at (company), .or.at (organizational).

Domains unter .ac.at (academic) können beim Zentralen Informatikdienst der Universität Wien beantragt werden, sind aber ausschließlich dem akademischen und schulischen Umfeld vorbehalten, während die Verwaltung von Domains unter .gv.at (governmental) für behördlich genutzte Domains vom Bundeskanzleramt verwaltet werden.
Die Geschäftsführer der nic.at sind Richard Wein und Robert Schischka. Am 11. Jänner 2011 wurde die Einmillionste Domain mit .at registriert. Am 19. Februar 2012 wurde DNSSec eingeführt.
Seit 2005 findet alle zwei Jahre, seit 2017 alle 3 Jahre, eine Wahl zum Registrar Roundtable statt. Wahlberechtigt und wählbar sind alle nic.at Registrare. Auch wenn der Roundtable keine formal bindenden Beschlüsse fassen kann, wurden seit seinem bestehen viele Verbesserungen auf Anregung der Registrar-Vertreter umgesetzt.
Die aktuell gewählten Vertreter des Registrar Roundtable sind:
- Sebastian Röthler,  info.at Internet GmbH
- Oliver Elste, Smart-NIC GmbH
- Stephan Hageleit, INWX GmbH
- Thomas Frank, flashbrother.net
- Olivier Guerdan, RegistryGate GmbH
- Marcus Hofer, Name Works GmbH